# 管叶槽舌兰
管叶槽舌兰（学名：Holcoglossum kimballianum）为兰科槽舌兰属下的一个种。